# Kazimierz Wierzbicki

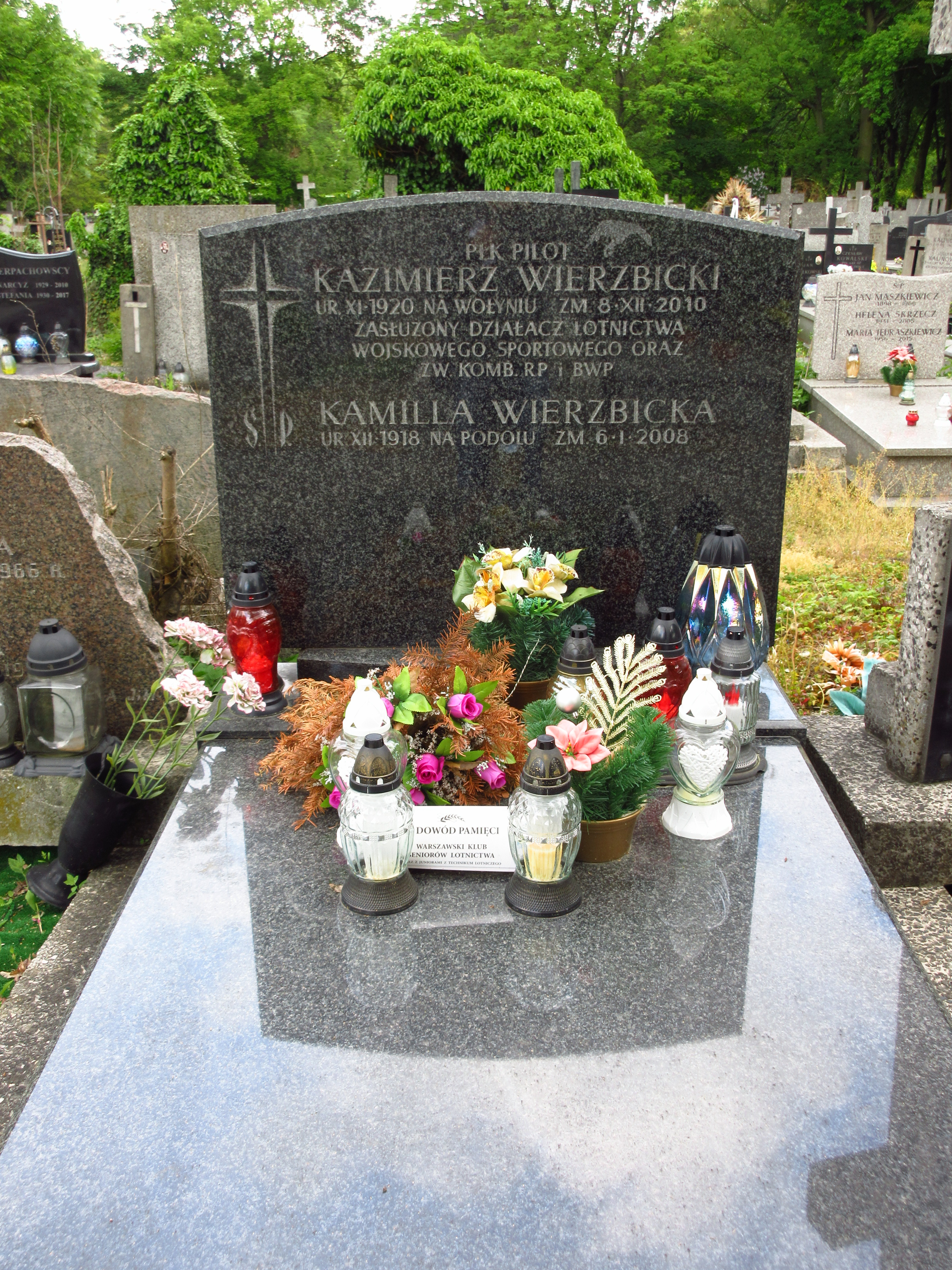
Grób Kazimierza Wierzbickiego na Cmentarzu Bródnowskim.

Kazimierz Wierzbicki (ur. 22 listopada 1920 w Borsukach, powiat krzemieniecki, zm. 8 grudnia 2010 w Warszawie) – pułkownik pilot Sił Zbrojnych Polskiej Rzeczypospolitej Ludowej.

## Życiorys
Przed wojną ukończył szkołę powszechną oraz uczęszczał do szkoły średniej. W lutym 1944 rozpoczął służbę wojskową w 4 zapasowym pułku piechoty w Sumach. W czerwcu 1944 rozpoczął szkolenie w 9 Wojskowej Szkole Lotniczej Wyszkolenia Podstawowego w Bugurusłaniu. W listopadzie 1944 skierowany do Wojskowej Szkoły Lotniczej w Engelsie jako kandydat na pilota lotnictwa bombowego. Do Polski powrócił w kwietniu 1946 roku i został skierowany do Wojskowej Szkoły Pilotów w Dęblinie. Promowany na stopień chorążego w lipcu 1946 roku. Następnie rozpoczął służbę w 7 Samodzielnym Pułku Bombowców Nurkujących w Łęczycy. W 1947 został dowódcą klucza lotniczego. W latach 1948–1951 był dowódcą 1 eskadry bombowej. W latach 1951–1952 był pomocnikiem do spraw pilotażu dowódcy 33 Pułku Lotnictwa Bombowego w Malborku. Od sierpnia 1952 pełnił obowiązki dowódcy, a w latach 1952-1954 był dowódcą 35 Pułku Lotnictwa Bombowego w Przasnyszu. 
W lipcu 1954 zwolniony z zawodowej służby wojskowej, pracował w Zarządzie Wojewódzkim Ligi Przyjaciół Żołnierza w Poznaniu. W styczniu 1957 ponownie przyjęty do wojska, w październiku 1957 ukończył Kurs Doskonalenia Oficerów w Akademii Sztabu Generalnego WP w Rembertowie. W okresie od października 1957 do czerwca 1958 był zastępcą dowódcy Lotnictwa Operacyjnego ds. wyszkolenia bojowego. Następnie do maja 1960 był zastępcą komendanta Instytutu Technicznego Wojsk Lotniczych - dowódcą bazy lotniczej na lotnisku Warszawa-Babice. W latach 1960–1963 był kierownikiem Aeroklubu Warszawskiego, a następnie do kwietnia 1970 roku zastępcą dyrektora PLL LOT do spraw eksploatacji. 
W latach 1970-1973 pozostawał w dyspozycji MON, po czym został przeniesiony w stan spoczynku.
Latał na samolotach 12 typów. Spędził w powietrzu ponad 2000 godzin. Był pilotem wojskowym II klasy oraz instruktorem I klasy w lotnictwie cywilnym.
W 1977 roku opublikował wspomnienia pod tytułem Rosły nam skrzydła. Pochowany na cmentarzu Bródnowskim (kwatera 38L-6-18).

## Odznaczenia
- Krzyż Oficerski Orderu Odrodzenia Polski (1986)
- Krzyż Kawalerski Orderu Odrodzenia Polski (1966)
- Srebrny Krzyż Zasługi (1947)
- inne medale resortowe i odznaki jubileuszowe

## Źródła
- Józef Zieliński, Dowódcy Pułków Lotnictwa Polskiego 1921-2012, Wydawnictwo Bellona, Warszawa 2015, str. 376